# كارل (جورجيا)
كارل (بالإنجليزية: Carl, Georgia)‏ هي بلدة تقع في مقاطعة بارو، جورجيا بولاية جورجيا في الولايات المتحدة. تبلغ مساحتها 2.8 (كم²)، وترتفع عن سطح البحر 329 م، بلغ عدد سكانها 255 نسمة في عام 2010 حسب إحصاء مكتب تعداد الولايات المتحدة وتصل الكثافة السكانية فيها 90.8 نسمة/كم2.

## وصلات خارجية
- www.townofcarl.com
- The US50 - Cities and Towns in Georgia State
- Georgia Cities and Towns, Facts, Map, Flag, Colleges, Government, and More